# Kuća na granici
Kuća na granici je epizoda serijala Mali rendžer (Kit Teler) obјavljena u Lunov magnus stripu #246. Epizoda je objavljena premijerno u bivšoj Jugoslaviji u aprilu 1977. godine. Koštala je 10 dinara (0,44 $; 1,1 DEM). Izdavač јe bio Dnevnik iz Novog Sada. Epizoda je imala 123 stranice. Ovo je 1. deo duže epizode, koja se nastavila u LMS #247. pod nazivom Agent-03.

## Originalna epizoda
Ova sveska premijerno je objavljena u Italiji u svesci #107. pod nazivom Campesinos! (ital. seljaci) objavljena u oktobru 1972. Sveska je koštala 200 lira (0,32 $; 1,27 DEM). Epizodu je nacrtao Frančesko Gamba, a scenario napisao Andrea Lavecolo. Originalne korice nacrtao je Franko Donateli, tadašnji crtač Zagora.

## Reprize ove epizode
Epizoda je reprizirana u #54. repriznog serijala Mali rendžer koji je u Italiji izašao u novembru 2016.

## Prethodna i naredna sveska Malog rendžera u LMS
Prethodna sveska Malog rendžera u LMS nosila je naziv Hacijenda hrabrih (#242), a naredna Agent-03 (#247).